# Everybody's Everything (álbum)
"Everybody's Everything" é a primeira coletânea musical do músico americano Lil Peep. Foi lançado em 15 de novembro de 2019, exatamente dois anos após sua morte. O álbum foi anunciado em 1 de novembro de 2019, que seria o 23º aniversário do rapper. O álbum foi lançado ao lado do documentário com o mesmo nome. O EP Goth Angel Sinner, lançado em 31 de Outubro de 2019, também atua como single do álbum.

## Background
O álbum apresenta uma coleção de faixas novas e inéditas. Novas faixas apresentadas são as colaborações com Gab3, bem como a música solo "Princess", enquanto as faixas lançadas anteriormente incluem "Cobain" e "Walk Away as the Door Slams" da mixtape Hellboy, "Witchblades" do EP Castles II, e todas as três faixas do EP Goth Angel Sinner. Um comunicado à imprensa descreveu o álbum como "uma coleção cuidadosamente selecionada de músicas da carreira de Lil Peep".

## Faixas
Lista de faixas de acordo com vídeo lançado no canal do rapper no YouTube:
| N.º | Título                                                    | Duração |  |
| 1.  | "Liar"                                                    | 2:52    |  |
| 2.  | "AQUAFINA (com Rich the Kid)"                             | 3:02    |  |
| 3.  | "RATCHETS (com Lil Tracy)"                                | 3:12    |  |
| 4.  | "Fangirl"                                                 | 2:06    |  |
| 5.  | "LA to London"                                            | 3:18    |  |
| 6.  | "Rockstarz"                                               | 2:18    |  |
| 7.  | "Text Me"                                                 | 2:25    |  |
| 8.  | "PRINCESS"                                                | 4:10    |  |
| 9.  | "Moving On"                                               | 3:23    |  |
| 10. | "Belgium"                                                 | 4:00    |  |
| 11. | "When I Lie"                                              | 3:57    |  |
| 12. | "I've Been Waiting (com ILoveMakonnen) (Versão Original)" | 3:54    |  |
| 13. | "Live Forever"                                            | 2:40    |  |
| 14. | "Ghost Boy"                                               | 2:10    |  |
| 15. | "Keep My Coo"                                             | 4:26    |  |
| 16. | "White Tee (Com Lil Tracy)"                               | 2:08    |  |
| 17. | "Cobain (Com Lil Tracy)"                                  | 2:30    |  |
| 18. | "Witchblades (Com Lil Tracy)"                             | 2:30    |  |
| 19. | "Walk Away As The Doors Slams (Acústico) (Com Lil Tracy)" | 1:59    |  |